# Notholaena weatherbiana
Notholaena weatherbiana là một loài thực vật có mạch trong họ Adiantaceae. Loài này được R.M. Tryon miêu tả khoa học đầu tiên năm 1956.